# Iwan Andriejew
Iwan Andriejewicz Andriejew (ros. Иван Андреевич Андреев, ur. 21 lutego?/5 marca 1897 we wsi Łarinki w guberni smoleńskiej, zm. 17 maja 1973 w Moskwie) – rosyjski rewolucjonista, działacz komunistyczny, radziecki działacz partyjny.

## Życiorys
W 1912 wstąpił do SDPRR(b), do 1917 służył w rosyjskiej armii, w marcu-kwietniu 1917 był przewodniczącym Rady Kikińskiej w guberni smoleńskiej, a w kwietniu-maju 1917 instruktorem Wydziału Zamiejscowego Rady Moskiewskiej. Od maja 1917 do lutego 1919 przewodniczący Komitetu Wykonawczego Juchnowskiej Rady Powiatowej, od września 1917 do czerwca 1919 przewodniczący Komitetu Powiatowego SDPRR(b)/RKP(b) w Juchnowie, w lipcu-sierpniu 1919  przewodniczący komisji w powiecie słuckim. Od 20 sierpnia do 6 października 1919 przewodniczący Komitetu Wykonawczego Smoleńskiej Rady Gubernialnej, od lutego 1920 członek Powiatowego Komitetu Rewolucyjnego w Krzemieńczuku, od czerwca do listopada 1920 sekretarz smoleńskiego gubernialnego komitetu RKP(b), od października 1920 do stycznia 1921 kierownik Wydziału Organizacyjno-Informacyjnego/Organizacyjno-Instruktorskiego Smoleńskiego Gubernialnego Komitetu RKP(b). Od 1924 w aparacie Moskiewskiego Komitetu RKP(b)/WKP(b), redaktor pisma „Moskiewskaja Kooperacija”, od kwietnia 1930 do lutego 1932 II sekretarz Dalekowschodniego Komitetu Krajowego WKP(b). Od lutego 1932 do stycznia 1934 sekretarz Niżnie-Wołżańskiego Komitetu Krajowego WKP(b) ds. zaopatrzenia, 1934–1936 przewodniczący Biura Organizacyjnego Wszechzwiązkowej Centralnej Rady Związków Zawodowych na Kraj Saratowski, 1936–1937 starszy konsultant przy przewodniczącym Państwowej Komisji Planowania przy Radzie Komisarzy Ludowych ZSRR, następnie szef sektora paliwowego Ludowego Komisariatu/Ministerstwa Floty Rzecznej ZSRR.

## Odznaczenia
- Order Lenina (1957)
- Order Czerwonego Sztandaru Pracy (1967)
- Order „Znak Honoru” (1943)